# یورگن فورستر
یورگن فورستر (انگلیسی: Jürgen Förster؛ زادهٔ ۱۹۴۰ (۸۴–۸۵ سال)) تاریخ‌نگار، مؤلف، ویراستاری اهل آلمان است.